# Campollo
Campollo es una localidad perteneciente al municipio de Vega de Liébana (Cantabria, España). Está situado a 716 metros de altitud. Dista tres kilómetros y medio de la capital municipal, La Vega. En 2008 tenía una población de 59 habitantes (INE), 6 de ellos en el barrio de Maredes. El barrio de Campollo está en la vertiente de una montaña y al pie de esta corre el río Cereceda. El barrio de Maredes se encuentra en un valle de la misma sierra, con orientación sureste, en la ladera del monte Viorna. La iglesia es moderna. Conserva una pila bautismal del siglo XVI.